# Verano (EP)
Verano é o segundo extended play (EP) da banda brasileira Cine lançado em 7 de abril de 2013 pela gravadora Panic! Digital Music. O álbum foi precedido pelo lançamento da música "Praia e Sol" com participação do grupo Turma do Pagode. O álbum ainda rendeu mais dois singles, "Quer Saber?" e "Se Eu Pudesse", este último com participação de Mpbrothers.

## Antecedentes e desenvolvimento
Após o término do contrato com a Universal Music a banda firmou contrato com a gravadora independente Panic! Digital Music lançando o segundo EP, Verano. Este novo projeto segue a mesma linha do álbum anterior, mais acústico e com o tema de verão. Segundo o grupo a influência para este trabalho veio após ouvir Cidade Negra e Skank, sem deixar com que o álbum deixasse de ser pop. Inicialmente, Verano seria lançado no início de 2013, em uma versão apenas para download digital.

## Promoção
Após o lançamento da música "Praia e Sol" a banda fez uma apresentação da música em 5 de fevereiro de 2013 no programa Encontro com Fátima Bernardes.

## Singles
O primeiro single do álbum "Praia e Sol" foi lançado em 10 de janeiro de 2013 com participação do grupo Turma do Pagode. Segundo a banda eles receberam pedidos para que não fizessem a música achando que seria um "sambão", mas que acabou surpreendendo os fãs. A canção "Quer Saber?" foi lançada 18 de novembro de 2013 juntamente com o clipe postado no Youtube. "Se Eu Pudesse" foi lançada como terceiro single em 29 de janeiro de 2014 com participação vocal da banda Mpbrothers.

## Faixas
| N.º            | Título                                              | Duração |  |
| 1.             | "Praia e Sol" (com participação da Turma do Pagode) | 3:24    |  |
| 2.             | "A Noite Inteira" (com participação de MC Guimê)    | 3:02    |  |
| 3.             | "Quer Saber?"                                       | 2:39    |  |
| 4.             | "Se Eu Pudesse" (com participação de Mpbrothers)    | 3:35    |  |
| 5.             | "Shiu!"                                             | 3:31    |  |
| Duração total: | Duração total:                                      | 16:16   |  |